# Patty Sheehan & Friends
De Patty Sheehan & Friends was een eenmalig golftoernooi van de Legends Tour en het werd georganiseerd door de Amerikaanse golfster Patty Sheehan. Het toernooi vond plaats op de Hidden Valley Country Club in Reno, Nevada. Het werd gespeeld in een strokeplay-formule met twee speelronden.

## Winnares
| Jaar | Winnares        | Score | Score | Info  |
| ---- | --------------- | ----- | ----- | ----- |
| 2011 | Christa Johnson | 139   | –5    | [ 1 ] |